# 川面神社
川面神社（かわもじんじゃ）は、兵庫県宝塚市にある神社。旧武庫郡川面村の産土神。
宝塚歌劇生や音楽学校生から「出世神社」と呼ばれている。

## 祭神
- 高皇産霊神（たかみむすびのかみ）
- 神皇産霊神（かみむすびのかみ）
- 天照大御神（あまてらすおおみかみ）

## 歴史
- 794年3月創建と伝えられる。創建時の社名は不明。
- 戦国時代、織田信長と荒木村重の戦いにより荒廃、豊臣秀吉の命を受けて普請奉行に就いた片桐且元によって復興された。同時期に大梵天王宮と改称、1722年の寺社改帳では、川面村の産土神は大梵天王社とされている。
- 江戸時代は境内に弁財天・住吉・八幡・牛王天王の4社の末社を持ち、別当寺の真言宗法楽寺が置かれる程の勢力を有した。
- 1868年 - 廃仏毀釈により法楽寺を廃寺、祭神に天照大御神を加えて3神として皇大神社へ改称した。
- 1915年 - 川面神社へ改称する。

## 社殿・境内
- 本殿 - 江戸時代後期の建立。拝殿には「大梵天王宮」の額が掲げられている。
- 境内
  - 八幡神社
  - 天満神社
  - 稲荷大神
  - 素盞嗚神社
  - 御手洗池 - 片桐且元が寄進したと伝えられる。

## 川面だんじり祭

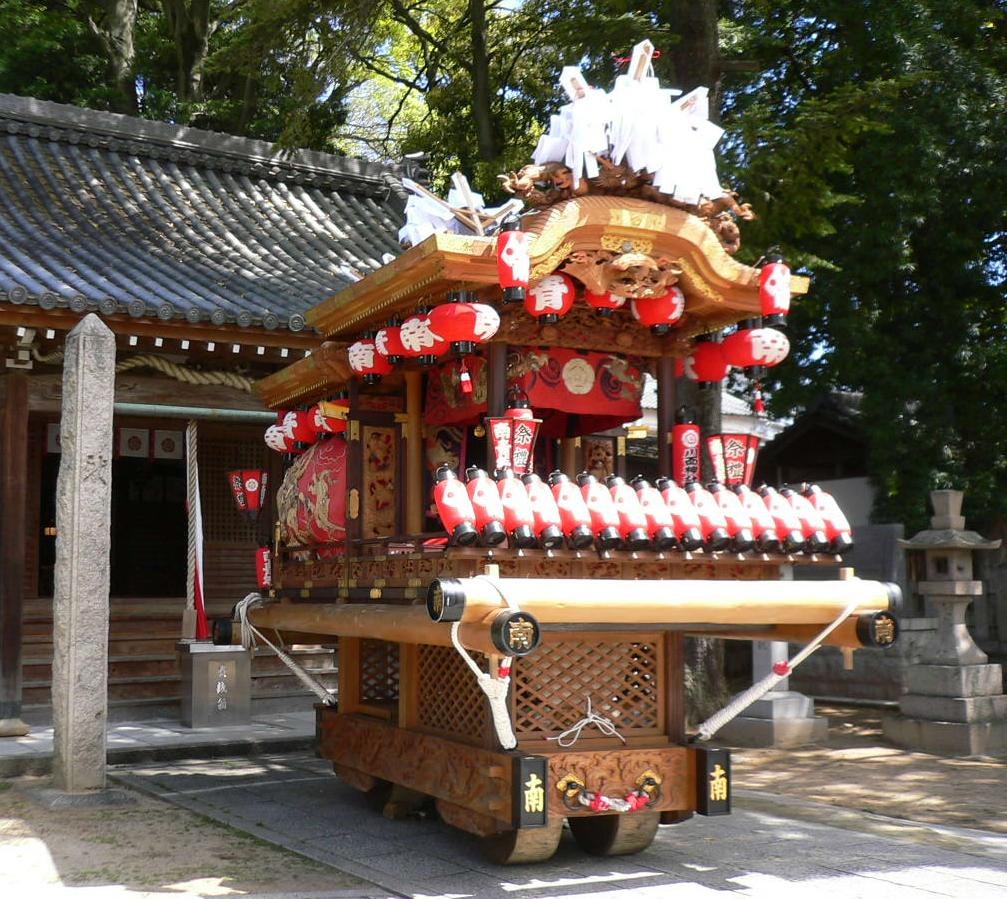
宝塚型幕式地車（川面南）

10月22日23日に行われる例祭。川面西（池田、鍋野）、川面南（宮の町、旭町）、川面東（大道、小場）の3基の宝塚型幕式地車が宮入りする。
川面神社の地車は2基であったが、1885年、川面村が川辺郡安場村を併合して以来、安場村の産土神であった皇太神社の地車（川面東）1基を加えた3基で、川面神社と皇太神社の2社へ宮入りするようになった。

## 交通
- - 阪急宝塚線清荒神駅から徒歩5分
  - 阪急今津線宝塚南口駅から徒歩9分
  - JR宝塚線、阪急宝塚線宝塚駅から徒歩11分